# Pierre de Caupenne
Pierre de Caupenne (mort avant juin 1513), est un ecclésiastique qui fut évêque de Dax de 1503 à 1513 (?).

## Biographie
Pierre de Caupenne appartient à une importante famille de la région qui a déjà donné un évêque à Dax au début du XIVe siècle en la personne de Garcia-Arnaud de Caupenne. Le 16 février 1513 il est pourvu à son tour du siège épiscopal par la cour pontificale. C'est la seule information connue relative à son épiscopat. Le 26 mai 1504 il adresse une lettre à la municipalité de Bayonne pour lui faire savoir qu'il envisage de passer l'été dans sa résidence de Betbeder propriété des évêques de Dax. Le conflit qui éclate entre le roi Louis XII de France et le pape Jules II en 1510 rend difficile de suivre ensuite les nominations épiscopales ; son successeur est en place en juin 1513.